# منطقه ۸۴ (قطر)
منطقه ۸۴ یک منطقهٔ مسکونی در قطر است که در الشحانیه (شهرداری) واقع شده‌است. منطقه ۸۴ ۴۹۴٫۱ کیلومتر مربع مساحت و ۵٬۳۰۵ نفر جمعیت دارد.